# Emerson College
L'Emerson College è un college privato di Boston, nel Massachusetts (Stati Uniti d'America).

## Storia

### Ottocento
L'Emerson College è dedicato al suo fondatore Charles Wesley Emerson, che lo inaugurò nel 1880. Inizialmente, l'istituto prendeva il nome di Boston Conservatory of Elocution, Oratory, and Dramatic Art ed era collocato a Pemberton Square (Boston). Un anno dopo dalla sua fondazione, la scuola venne rinominata Monroe Conservatory of Oratory in onore dell'insegnante Lewis B. Monroe. Nel 1890, l'istituto fu ribattezzato Emerson College of Oratory. Nello stesso decennio, la scuola si estese e occupò una sede di Bromfield Street per poi trasferirsi a Odd Fellows Hall, a sud-est di Boston. 

### Novecento e anni Duemila
Durante la prima metà del Novecento, il college acquistò la sua prima ubicazione dotata di dormitorio femminile al Commonwealth Avenue e il suo nome fu abbreviato in Emerson College. Durante la prima metà degli anni 1960, l'istituzione vendette la sede di Commonwealth Avenue per acquisire nuovi spazi presso Beacon Street. Sul finire degli anni 1970, il presidente dell'Emerson College Allen E. Koenig tentò, senza successo, di fondere la scuola con il Pine Manor College di Chestnut Hill (Massachusetts). Nel 1988, il college acquistò un edificio a Marlborough Street in cui furono collocati dei dormitori e una sala da pranzo. Durante gli anni 1990, l'Emerson College acquisì anche il Little Building, nelle immediate vicinanze dell'Ansin Building, del Cutler Majestic Theatre, e la Walker Building di Boylston Street. Più recentemente, durante il nuovo millennio, il Paramount Theatre e il Colonial Theatre di Boston divennero parte dell'istituzione.